# 亞歷山大·夸黑
亞歷山大·夸黑（法語：Alexandre Koyré；1892年8月29日—1964年4月28日），原名亚历山大·弗拉基米罗维奇·科伊拉（俄语：Александр Владимирович Койра），生於俄羅斯帝國塔甘羅格，法國科学哲学家與科學史學家。他是第一個提出「科學革命」說法的史學家。

## 生平
亞歷山大出生在俄羅斯帝國塔甘羅格一個猶太人家庭。
1908年至1911年間，至德國哥廷根大學，師從埃德蒙德·胡塞爾與大卫·希尔伯特。因為埃德蒙德·胡塞爾不批准他的論文題目，亞歷山大離開德國，到法國巴黎，在亨利·柏格森與莱昂·布兰斯维克的指導下繼續進行研究。埃德蒙德·胡塞爾到達巴黎講學，以《笛卡兒的沈思：現象學導論》（Cartesian Meditations: An Introduction to Phenomenology）作為教材，亞歷山大參與這個課程，啟發他對伽利略·伽利莱的理解。
1914年，亞歷山大加入法国外籍兵团。1916年，第一次世界大戰爆發，亞歷山大主動請調至俄羅斯前線，參與俄羅斯帝國的戰役。
1922年，亞歷山大在高等研究應用學院擔任教職，與亚历山大·科耶夫成為同事。